# Ryūzō Saki
Ryūzō Saki (佐木 隆三 Saki Ryūzō?,  14 de abril de 1937 – 31 de octubre de 2015) fue una novelista japonés, nacido en Hamgyong del Norte, ahora perteneciente en Corea del Norte. Estuvo especializado en los crímenes de Japón.
EL 14 de enero de 1976, Saki fue premiado con el Premio Naoki por su novela Fukushū Suru wa Ware ni Ari (Vengeance Is Mine) basada en los crímenes del asesino en serie Akira Nishiguchi. La novela se convirtió en la película homónima de Shohei Imamura. También escribió libros sobre los criminales Norio Nagayama, Tsutomu Miyazaki, Fusako Sano y Futoshi Matsunaga.
En 1992, Saki publicó un libro sobre los generales coreanos Itō Hirobumi y An Jung-geun, titulado Itō Hirobumi to An Jung-geun.
El 31 de octubre de 2015, murió en Kitakyūshū a la edad de 78 años a causa de un cáncer de garganta.